# Hodětín

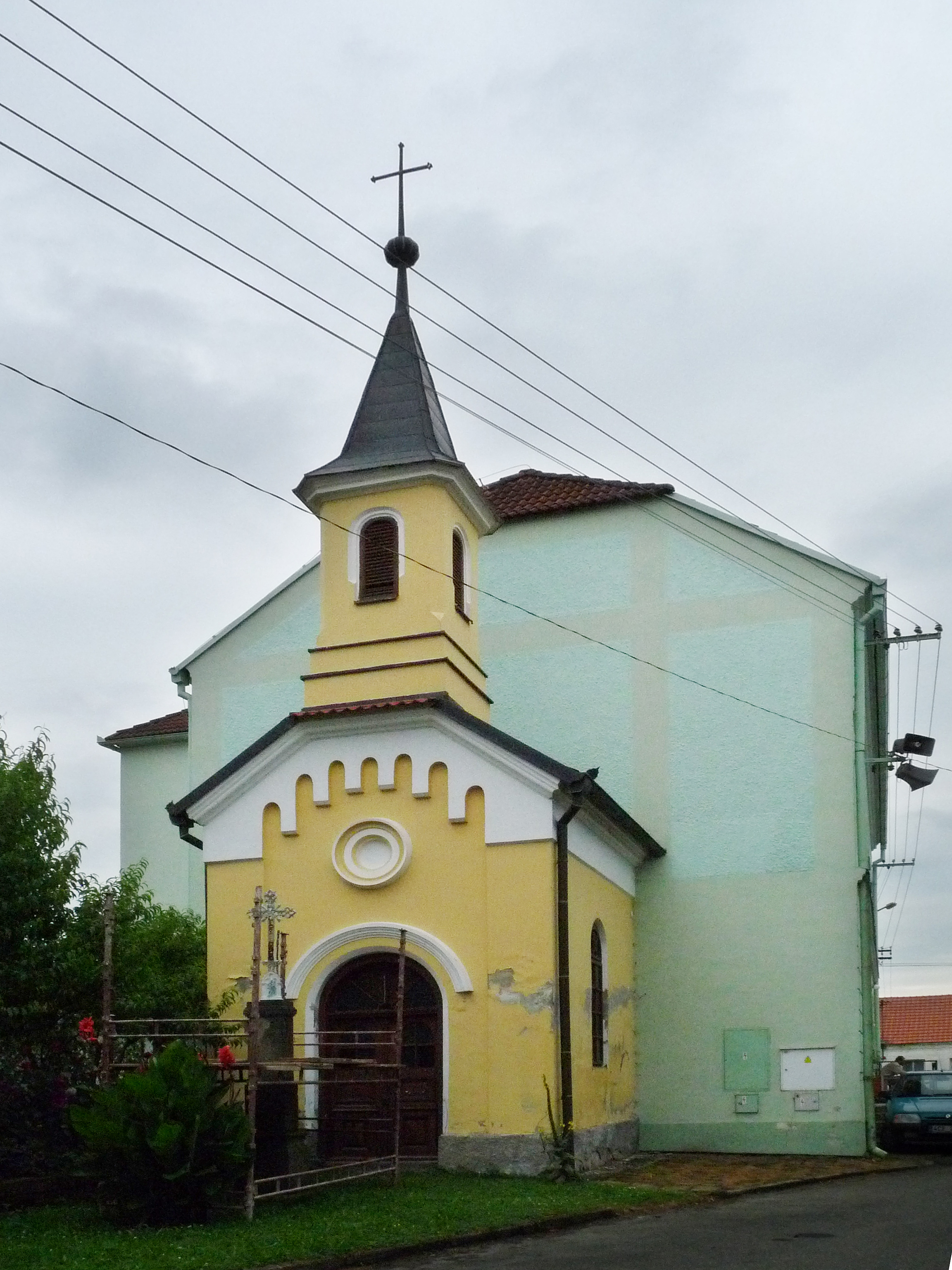
Kapelle in Hodětín, im Hintergrund die ehemalige Schule

Hodětín (deutsch Hodietin) ist eine Gemeinde in Tschechien. Sie liegt acht Kilometer südöstlich von Bechyně in Südböhmen und gehört zum Okres Tábor.

## Geographie
Hodětín befindet sich auf einer Hochfläche in den südlichen Ausläufern des Bechiner Hügellandes (Bechyňská pahorkatina). Östlich des Dorfes liegt der Teich Rožberk. Gegen Norden erstreckt sich der Naturpark Černická obora, nordwestlich liegt der Militärflugplatz Bechyně.
Nachbarorte sind Německý Dvůr, Blatec und Sudoměřice u Bechyně im Norden, Hlavatce, Svinky, Benešovská Hajnice und Komárovská Hajnice im Nordosten, Komárov im Osten, Kozelka, U Ryndů, Klečaty und Zálší im Südosten, Hartmanice, Korákovská Hájovna, Korákov, Markovna und Krakovčice im Süden, Hvožďánek und Záhoří im Südwesten, Březnice im Westen sowie Čečkov, Hodonice, Jamník und Blatec im Nordwesten.

## Geschichte
Der Fund einer heidnischen Grabstätte beim Gehöft Nr. 8 (U Martínků) im Jahre 1888 lässt darauf schließen, dass der Ort bereits in der Frühzeit besiedelt war.
Die erste schriftliche Erwähnung von Hodětín erfolgte 1419 im Zusammenhang mit der Überschreibung der Burg Písek mit Zubehör durch König Wenzel IV. an den Burggrafen von Protivín, Jan Hájek von Hodětín, für 550 Schock königliche Steuer. Jan Hájek besaß in Hodětín eine Feste mit Vorwerk. Er war später königlicher Küchenmeister, Unterkammerherr in Böhmen und Mähren sowie zuletzt Burggraf von Klingenberg. Nach seinem Tode erbte am Übergang von 1429 zu 1430 dessen Tochter Kateřina von Hodětín den Besitz. Später wurde das Gut Hodětín an die Herrschaft Bechyně angeschlossen.
Im Jahre 1840 bestand das an der Sobieslauer Straße gelegene  Dorf Hodietin aus 28 Häusern mit 218 Einwohnern. Zum Ort gehörte das abseitig gelegene herrschaftliche Hegerhaus Marka. Pfarrort war Sudoměřitz. Bis zur Mitte des 19. Jahrhunderts blieb Hodietin immer nach Bechin untertänig.
Nach der Aufhebung der Patrimonialherrschaften bildete Hodětín/Hodietin ab 1850 eine Gemeinde in der Bezirkshauptmannschaft Milevsko/Mühlhausen und dem Gerichtsbezirk Bechyně/Bechin. Im Jahre 1880 bestand das Dorf aus 29 Häusern und hatte 209 Einwohner. 1921 lebten in den 31 Häusern von Hodětín 181 Personen. 1923 wurde das Dorf an das Elektrizitätsnetz angeschlossen.
Am  3. Oktober 1929 zerstörte ein Großfeuer große Teile des Dorfes. Nach der Auflösung des Okres Milevsko wurde die Gemeinde 1948 Teil des Okres Týn nad Vltavou. Nach dessen Aufhebung Ende 1960 wurde Hodětín dem Okres Tábor zugeordnet. Am 26. November 1971 wurden Blatec und Nová Ves eingemeindet. Zu Beginn des Jahres 1975 erfolgte die Eingemeindung von Hodětín und seiner Ortsteile nach Březnice. Nach einem Referendum lösten sich Hodětín, Blatec und Nová Ves zum 24. November 1990 wieder von Březnice los und bildeten eine eigene Gemeinde.

## Gemeindegliederung
Die Gemeinde Hodětín besteht aus den Ortsteilen Blatec (Blatitz), Hodětín (Hodietin) und Nová Ves (Neudorf), der Ansiedlung Kozelka sowie den Einschichten Čečkov, Jamník I, Markovna (Marka), Německý Dvůr und U Ryndů.

## Sehenswürdigkeiten
- Kapelle an der ehemaligen Schule in Hodětín
- Kapelle in Nová Ves
- Kapelle in Blatec
- Gehöfte im Blatastil des südböhmischen Bauernbarock

## Söhne und Töchter der Gemeinde
- Karel Václav Rypáček (1885–1957), Journalist und Übersetzer